# 梁冰
梁冰（1962年12月—），汉族，第十届全国人大代表、第十一届全国人大代表。现任辽宁工程技术大学副校长。
1962年12月出生，1985年加入中国共产党，博士学位，教授。2008年起担任全国人大代表。其因经常就煤炭安全问题、大学生就业问题向全国人大提议而著名。